# Popis jugoslavenskih zastava
Ovo je popis zastava koje je koristila Jugoslavija. Za informacije o nacionalnoj zastavi SFRJ, pogledajte Zastava SFRJ.

## Nacionalne i civilne zastave
| Zastava | Vrijeme       | Uporaba                                      | Opis |
| ------- | ------------- | -------------------------------------------- | --- |
|         | 1918. – 1945. | Nacionalna zastava, civilni i državni amblem | Tri horizontalne pruge jednake veličine u plavoj, bijeloj i crvenoj boji.                                                        |
|         | 1945. – 1946. | Nacionalna zastava, civilni i državni amblem | Tri horizontalne pruge jednake veličine u plavoj, bijeloj i crvenoj boji s crvenom zvijezdom u sredini.                          |
|         | 1946. – 1992. | Nacionalna zastava                           | Tri horizontalne pruge jednake veličine u plavoj, bijeloj i crvenoj boji s crvenom zvijezdom u sredini. Zvijezda ima žuti obrub. |
|         | 1950. – 1992. | Civilni i državni amblem                     | Tri horizontalne pruge jednake veličine u plavoj, bijeloj i crvenoj boji s crvenom zvijezdom u sredini. Zvijezda ima žuti obrub. |

## Vojne zastave

### Amblemi mornarice
| Zastava | Vrijeme       | Uporaba                                       | Opis                                                                      |
| ------- | ------------- | --------------------------------------------- | ------------------------------------------------------------------------- |
|         | 1918. – 1922. | amblem mornarice Jugoslavije                  |                                                                           |
|         | 1922. – 1944. | amblem mornarice Jugoslavije                  |                                                                           |
|         | 1944. – 1945. | amblem mornarice Jugoslavije (Vlada u egzilu) | Tri horizontalne pruge jednake veličine u plavoj, bijeloj i crvenoj boji. |
|         | 1942. – 1943. | amblem mornarice Jugoslavije                  |                                                                           |
|         | 1943. – 1949. | amblem mornarice Jugoslavije                  |                                                                           |
|         | 1949. – 1992. | amblem mornarice Jugoslavije                  |                                                                           |

### Zastave mornarice
| Zastava | Vrijeme       | Uporaba                       | Opis |
| ------- | ------------- | ----------------------------- | ---- |
|         | 1956. – 1963. | zastava mornarice Jugoslavije |      |
|         | 1963. – 1992. | zastava mornarice Jugoslavije |      |

## Zastave vlade

### Vlada
| Zastava | Vrijeme         | Uporaba                        | Opis |
| ------- | --------------- | ------------------------------ | ---- |
|         | 1949. – 1956.   | zastava predsjednika           |      |
|         | 1956. – 1963.   | zastava predsjednika           |      |
|         | 1963. – 1992.   | zastava predsjednika           |      |
|         | 1981. – 1992.   | zastava članova Predsjedništva |      |
|         | 1981. – 1992.   | zastava predsjednika Vlade     |      |
|         | 1937. – 1945.   | zastava predsjednika Vlade     |      |
|         | 1920-ih – 1990. | zastava Saveza komunista       |      |

### Monarhija
| Zastava | Vrijeme       | Uporaba                               | Opis |
| ------- | ------------- | ------------------------------------- | ---- |
|         | 1922. – 1937. | kraljevska zastava kralja Jugoslavije |      |
|         | 1937. – 1941. | kraljevska zastava                    |      |
|         | 1937. – 1941. | zastava kraljice                      |      |
|         | 1937. – 1941. | zastava princa-regenta                |      |
|         | 1937. – 1941. | zastava prijestolonasljednika         |      |
|         | 1937. – 1941. | zastava kraljevske dinastije          |      |
|         | 1937. – 1941. | zastava regenta                       |      |

## Zastave republika

### Bosna i Hercegovina
| Zastava | Vrijeme       | Uporaba                                                             | Opis |
| ------- | ------------- | ------------------------------------------------------------------- | ---- |
|         | 1944. – 1946. | Nacionalna zastava, civilni i državni amblem SR Bosne i Hercegovine |      |
|         | 1946. – 1992. | Nacionalna zastava, civilni i državni amblem SR Bosne i Hercegovine |      |

### Crna Gora
| Zastava | Vrijeme       | Uporaba                                                   | Opis |
| ------- | ------------- | --------------------------------------------------------- | ---- |
|         | 1943. – 1946. | Nacionalna zastava, civilni i državni amblem Crne Gore    |      |
|         | 1946. – 1992. | Nacionalna zastava, civilni i državni amblem SR Crne Gore |      |

### Hrvatska
| Zastava | Vrijeme       | Uporaba                                                  | Opis |
| ------- | ------------- | -------------------------------------------------------- | ---- |
|         | 1943. – 1947. | Nacionalna zastava, civilni i državni amblem Hrvatske    |      |
|         | 1947. – 1990. | Nacionalna zastava, civilni i državni amblem SR Hrvatske |      |
|         | 1990.         | Nacionalna zastava, civilni i državni amblem SR Hrvatske |      |
|         | 1990. – 1991. | Nacionalna zastava, civilni i državni amblem Hrvatske    |      |

### Sjeverna Makedonija
| Zastava | Vrijeme       | Uporaba                                                          | Opis |
| ------- | ------------- | ---------------------------------------------------------------- | ---- |
|         | 1944. – 1946. | Nacionalna zastava, civilni i državni amblem Sjeverne Makedonije |      |
|         | 1946. – 1991. | Nacionalna zastava, civilni i državni amblem SR Makedonije       |      |

### Slovenija
| Zastava | Vrijeme       | Uporaba                                                   | Opis |
| ------- | ------------- | --------------------------------------------------------- | ---- |
|         | 1943. – 1947. | Nacionalna zastava, civilni i državni amblem Slovenije    |      |
|         | 1947. – 1990. | Nacionalna zastava, civilni i državni amblem SR Slovenije |      |

### Srbija
| Zastava | Vrijeme       | Uporaba                                                | Opis |
| ------- | ------------- | ------------------------------------------------------ | ---- |
|         | 1943. – 1947. | Nacionalna zastava, civilni i državni amblem Srbije    |      |
|         | 1947. – 1992. | Nacionalna zastava, civilni i državni amblem SR Srbije |      |

## Zastave banovina
| Zastava | Vrijeme       | Uporaba                                    | Opis |
| ------- | ------------- | ------------------------------------------ | ---- |
|         | 1939. – 1941. | Civilna zastava i amblem Banovine Hrvatske |      |
|         | 1939. – 1941. | Državna zastava i amblem Banovine Hrvatske |      |